# Balangoda
Balangoda (syng. බළන්ගොඩ, tamil. பலாங்கொடை) – miasto w Sri Lance, w prowincji Sabaragamuwa.